# Zaysan Aūdany
Zaysan Aūdany är ett distrikt i Kazakstan.   Det ligger i oblystet Östkazakstan, i den östra delen av landet, 1 100 km öster om huvudstaden Astana.